# Доломіт

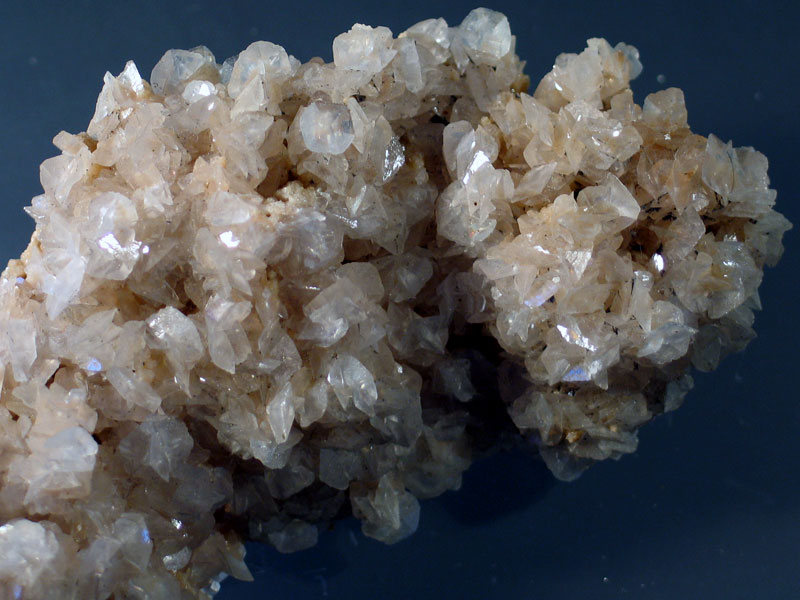
Псевдоморфоза доломіту по кальциту

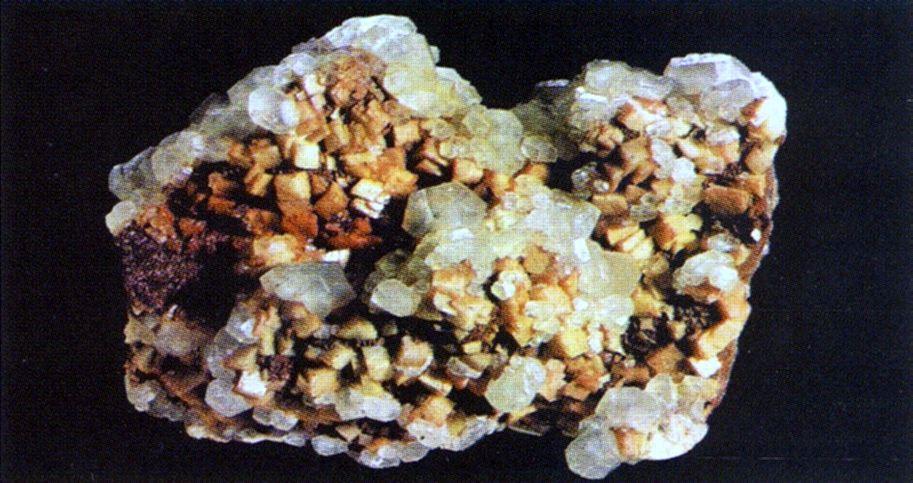
Доломіт

Доломі́т — породотвірний мінерал класу карбонатів, подвійна вуглекисла сіль кальцію і магнію.

## Етимологія та історія
Швидше за все, мінеральний доломіт вперше описав Карл Лінней у 1768 році. 1791 року його описав французький натураліст і геолог Деода Грате де Долом'є (1750–1801): спочатку в будівлях старого міста Риму, а пізніше за зразками, зібраними в горах, відомих під назвою Доломітові Альпи Північна Італія. Ніколас-Теодор де Соссюр вперше назвав мінерал доломітом у березні 1792 року.
У минулому доломіт також називали гірким шпатом, але він не має гіркого смаку.
Відкриття доломіту є особливо цікавим випадком у науці: історіографія приписує це швейцарському мінералогу Горацію-Бенедикту де Соссюру. Він зробив хімічний аналіз у 1792 р. зі своїм сином Ніколасом-Теодором. Однак вже в 1791 р. інший французький мінералог Деода Грате де Долом'є виявив інший тип вапняку в Тірольських Альпах. Ніколас-Теодор де Соссюр, нащадок відомої родини швейцарських геологів, а тому дуже добре інтегрований у наукові кола того часу, назвав цю нову скелю на свою пам'ять. Але родовище доломіту в Долом'є насправді було відкрите 12-ма роками раніше тосканським мінералогом-металургом Джованні Ардуіно (1713—1795). Хоча Долом'є і де Соссюр аналізували доломіт як багатий алюмінієм, Ардуїно зі свого боку визначив його як магнієвий вапняк. Крім того, він відразу ж формалізував фундаментальну гіпотезу, яка і сьогодні пояснює утворення цієї породи: заміщення кальцію магнієм у звичайному вапняку: «доломітові відкладення повинні бути результатом хімічної реакції на дні океану».

## Загальний опис
Хімічна формула: CaMg(CO3)2, або MgCO3 • CaCO3. Містить 30,4 % CaO; 21,8 % MgO і 47,8 % CO2. Домішки: Fe2+, Mn2+, Co2+, Pb, Zn.
Твердість 3,5–4,0; густина 2,9–3,2 г/см³. Сингонія тригональна. Колір сірувато-білий. Блиск скляний.
Мінерал використовують для виробництва скла та вогнетривів.

## Види доломіту
Розрізняють:
- доломіт залізистий (анкерит);
- доломіт кальціїстий (містить більше кальцію, ніж звичайно; нормальне співвідношення — Ca:Mg = 1);
- доломіт кобальтистий (рожевий доломіт із родовища Пржибрам (Чехія) з вмістом СоО до 3,17 %);
- доломіт магніїстий (містить магнію щодо кальцію більше, ніж у нормальному доломіті [Mg:Ca = (або більше) 1:1]);
- доломіт марганцевистий (кутнагорит);
- доломіт свинцевистий (доломіт із родовища Крейч (Каринтія, Австрія), містить свинець);
- доломіт цинковисто-свинцевистий (містить 5-10 % ZnCO3).

Округлі конкреції доломіту у вугілля — вугільні кулі.

## Застосування
- Вогнетривкі матеріали.
- Флюси у металургії.
- Сировина в хімічній промисловості, скляному виробництві.
- Засіб боротьби з комахами. Тонко мелений доломіт утворює абразивні матеріали і абразивна обробка викликає руйнування хітинових покривів у комах. Найсильніший вплив відбувається у місцях зчленувань.
- Плити та вироби з доломіту для обробки приміщень, облицювання як зовні, так і всередині.
- Доломітове борошно використовується для розкислення (вапнування) грунт. Доломітове борошно не тільки знижує кислотність ґрунту, але й насичує його кальцієм та магнієм (удобрює).
- Використовувався (разом з бором, свинцем та глиною) при засипанні активної зони четвертого енергоблоку при ліквідації Аварії на Чорнобильській АЕС[9].
- Окварцований доломіт використовували давні люди для створення кам'яних знарядь. На стоянці [Богатирі/Синя балка]] в черепі кавказького носорога еласмотерія, який жив 1,5-1,2 млн років тому, знайшли застряглу пікоподібну зброю з окварцованого доломіту.